# 南岳区
南岳区为湖南省衡阳市市辖区，全境位于衡山县境内；政府驻南岳镇，为“衡山风景名胜区”的管理机构，以旅游业为主。區人民政府駐祝融街道祝融南路59號。区域总面积为179.28平方公里。

## 历史
南岳区从衡山县析置。中华人民共和国成立以后经历数次成立和撤并。
- 南岳特区：1951年2月5日，设立南岳特区，以衡山县的南岳镇及白果、贯底等16个乡为其行政区域；1952年12月27日，撤销南岳特区并入衡山县。
- 南岳管理局：1960年4月21日，设立南岳管理局，以衡山县的南岳镇和南岳、店门、祝融、师古4公社为其行政区域；
- 南岳县：1963年5月20日，撤销南岳管理局，设立南岳县，以衡山县的南岳、店门等51个公社为其行政区域；1966年1月18日，撤销南岳县，并入衡山县；
- 南岳区：1984年5月22日，立衡阳市南岳区，以衡山县的部分地区为其行政区域至今。

## 人口
根据湖南省衡阳市第七次全国人口普查公报显示：南岳区常住人口为70370人，男性人口占比49.6%，女性人口占比50.4%，年龄结构中0-14岁占比22.02%，15-59岁占比61.2%，60岁以上占比16.77%，65岁以上占比12%。

## 行政区划
南岳区下辖1个街道办事处、1个镇、1个乡：
祝融街道、南岳镇和寿岳乡。